# Oura (Niger)
Oura (auch: Ouro) ist ein Dorf in der Stadtgemeinde Tessaoua in Niger.

## Geographie
Das von einem traditionellen Ortsvorsteher (chef traditionnel) geleitete Dorf befindet sich rund 20 Kilometer westlich des urbanen Zentrums von Tessaoua, der Hauptstadt des gleichnamigen Departements Tessaoua in der Region Maradi. Zu den Siedlungen in der näheren Umgebung von Oura zählen Zongon Oumara im Nordwesten, Maïguigé im Südosten, Guidan Dawaye im Süden, Naki Karfi im Südwesten und Maïguizaoua Kagnou im Westen.
Oura ist Teil der Übergangszone zwischen Sahel und Sudan. Die durchschnittliche jährliche Niederschlagsmenge beträgt hier zwischen 400 und 500 mm.

## Geschichte
In den 1920er Jahren galt die durch Oura führende und 1375 Kilometer lange Piste von Niamey nach N’Guigmi als einer der Hauptverkehrswege in der damaligen französischen Kolonie Niger. Sie war in der Trockenzeit bis Guidimouni und wieder ab Maïné-Soroa von Automobilen befahrbar.

## Bevölkerung
Bei der Volkszählung 2012 hatte Oura 2620 Einwohner, die in 334 Haushalten lebten. Bei der Volkszählung 2001 betrug die Einwohnerzahl 1842 in 235 Haushalten und bei der Volkszählung 1988 belief sich die Einwohnerzahl auf 1161 in 184 Haushalten.
Die Bevölkerungsdichte in diesem Gebiet ist für nigrische Verhältnisse hoch.

## Wirtschaft und Infrastruktur
In Oura wird ein Wochenmarkt abgehalten. Der Markttag ist Samstag. Der Markt wurde nach 1960, dem Jahr der staatlichen Unabhängigkeit Nigers, etabliert. Das Gebiet der Ebenen im südlichen Teil der Region Maradi, in dem die Siedlung liegt, ist von einer anhaltenden Degradation der ackerbaulichen Flächen gekennzeichnet, die mit der hohen Bevölkerungsdichte in Zusammenhang steht. Eine Getreidebank wurde in den 1980er Jahren eingerichtet. Im Dorf ist ein Gesundheitszentrum des Typs Centre de Santé Intégré (CSI) vorhanden.